# ایشمگول
ایشمگول (انگلیسی: Ishemgul) یک شهرک در شهرستان زیانچورینسکی استان باشقیرستان کشور روسیه است.